# Fresno de Cantespino
Fresno de Cantespino és un municipi de la província de Segòvia, a la comunitat autònoma de Castella i Lleó. Està format per les pedanies de:
- Cascajares (municipi agregat en 1970)
- Pajares de Fresno (municipi agregat en 1970)
- Riahuelas (municipi agregat en 1977)
- Cincovillas (pertanyia a Pajares de Fresno)
- Gomeznarro (pertanyia a Pajares de Fresno)
- Castiltierra

## Demografia
| Población                               | 1842 | 1900           | 2000 | 2002 | 2004 | 2006 |
| --------------------------------------- | ---- | -------------- | ---- | ---- | ---- | ---- |
| Fresno de Cantespino                    | 276  | 520            | 113  | 111  | 112  | 103  |
| Cascajares                              | 134  | 205            | 47   | 46   | 50   | 39   |
| Castiltierra                            | 75   | Inc. a Fresno  | 11   | 10   | 10   | 6    |
| Cincovillas                             | 38   | Inc. a Pajares | 1    | 1    | 1    | 1    |
| Gomeznarro                              | 27   | Inc. a Pajares | 6    | 9    | 9    | 6    |
| Pajares de Fresno                       | 82   | 279            | 25   | 24   | 25   | 24   |
| Riahuelas                               | 109  | 173            | 13   | 14   | 16   | 17   |
| Disseminats (Urb Pradopinilla i altres) | x    | x              | 33   | 67   | 67   | 85   |
| TOTAL MUNICIPI                          | 741  | 1177           | 249  | 282  | 290  | 281  |

## Administració
| Període      | Nom de l'alcalde/-essa  | Partit polític | Data de possessió |
| ------------ | ----------------------- | -------------- | ----------------- |
| 1979 - 1983  | Aurelio Vázquez         | UCD            | 19/04/1979        |
| 1983 - 1987  | Aurelio Vázquez         | AP             | 28/05/1983        |
| 1987 - 1991  | Rafael Fernández Martín | PSOE           | 30/06/1987        |
| 1991 - 1995  | Rafael Fernández Martín | PP             | 15/06/1991        |
| 1995 - 1999  | Rafael Fernández Martín | PP             | 17/06/1995        |
| 1999 - 2003  | Rafael Fernández Martín | PP             | 03/07/1999        |
| 2003 - 2007  | Rafael Fernández Martín | PP             | 14/06/2003        |
| 2007 - 2011  | Rafael Fernández Martín | PP             | 16/06/2007        |
| 2011 - 2015  | n/d                     | n/d            | 11/06/2011        |
| 2015 - 2019  | n/d                     | n/d            | 13/06/2015        |
| 2019 - 2023  | n/d                     | n/d            | 15/06/2019        |
| Des del 2023 | n/d                     | n/d            | 17/06/2023        |